# ديفيد سبينكس
ديفيد سبينكس (بالإنجليزية: David Spinx)‏ هو ممثل بريطاني، ولد في 25 أبريل 1953 في المملكة المتحدة.

## وصلات خارجية
- ديفيد سبينكس على موقع IMDb (الإنجليزية)
- ديفيد سبينكس على موقع قاعدة بيانات الفيلم (الإنجليزية)